# Џанг
Џанг (урд. جھنگ) је град у Пакистану у покрајини Панџаб. Према процени из 2006. у граду је живело 347.809 становника.

## Становништво
Према процени, у граду је 2006. живело 347.809 становника.
| 1981.   | 1998.   | 2006.   |
| ------- | ------- | ------- |
| 195.558 | 292.214 | 347.809 |